# Vineh di Bulgaria
Vineh (in bulgaro Винех?; ... – 762), è stato Khan di Bulgaria dal 756 al 762.

## Biografia

### Datazione del suo regno
Secondo la nominalia dei khan bulgari, Vineh regnò per sette anni e faceva parte della dinastia dei Vokil. Secondo la cronologia sviluppata da Moskov, Vineh avrebbe regnato dal 754 al 762. Altre cronologie, concordanti con la nominalia, mettono il suo regno dal 756 al 762. 

### Regno
Vineh salì al trono dopo la sconfitta del suo predecessore Kormisoš da parte dell'imperatore bizantino Costantino V. Intorno al 756, Costantino V organizzò una campagna militare per sconfiggere il primo impero bulgaro. Egli sconfisse i bulgari a Marcellae e Vineh fu costretto a chiedere un trattato di pace. 
Nel 759 Costantino invase di nuovo la Bulgaria, ma questa volta il suo esercito cadde in un'imboscata sui monti Balcani, in quella che fu la battaglia del passo Riški. Vineh scelse di non approfittare della sua vittoria e decise di concordare la pace con i bizantini. Questa mossa si rivelò molto impopolare e la nobiltà bulgara lo depose uccidendolo insieme alla sua famiglia. 